# Elisabeth Mühlens
Elisabeth Mühlens (* 14. Juni 1949 in Kleve) ist eine deutsche Juristin und ehemalige Richterin am Bundesgerichtshof. Sie ist mit dem Juristen Peter Mühlens (Richter, danach Bundesministerium der Justiz, später Mitglied einer Beschwerdekammer des Europäischen Patentamts) verheiratet.

## Werdegang
Mühlens schloss ihre juristische Ausbildung im Jahr 1975 ab. Anschließend wurde sie in den höheren Justizdienst des Landes Nordrhein-Westfalen übernommen. Dort war sie in der Folge beim Landgericht Kleve tätig. Einer drei Jahre währenden Abordnung an das Bundesministerium der Justiz schloss sich zu Beginn des Jahres 1990 ihre Beförderung zur Richterin am Oberlandesgericht an. In diesem Amt wirkte sie in einem Familiensenat des Oberlandesgerichts Düsseldorf. Seit Oktober 1991 leitete sie verschiedene Referate abermals im Bundesministerium der Justiz. 1996 wurde sie zur Ministerialrätin ernannt. Zuletzt leitete sie das Referat „Zivilprozeß; arbeitsgerichtliches Verfahren“. 1999 folgte die Ernennung zur Richterin am Bundesgerichtshof (BGH). Dort gehörte sie bis zu ihrem antragsgemäß bewilligten Eintritt in den Ruhestand am 1. Oktober 2013 dem X. Zivilsenat an, wo sie sich somit hauptsächlich mit dem Patentrecht befasste. Zwischenzeitlich war sie allerdings für zwei Jahre dem Hilfssenat Xa zugeordnet und hatte dort zuletzt den stellvertretenden Vorsitz inne.

## Quelle
- Richterin am BGH Elisabeth Mühlens im Ruhestand, juris vom 30. September 2013

| Personendaten    | Personendaten      |
| ---------------- | ------------------ |
| NAME             | Mühlens, Elisabeth |
| KURZBESCHREIBUNG | deutsche Juristin  |
| GEBURTSDATUM     | 14. Juni 1949      |
| GEBURTSORT       | Kleve              |